# Giảm thiểu biến đổi khí hậu

Phát thải CO_{2} liên quan đến nhiên liệu hóa thạch so với năm kịch bản phát thải của IPCC. Sự suy giảm liên quan đến suy thoái kinh tế toàn cầu. Dữ liệu từ IPCC SRES scenarios ; Data spreadsheet included with International Energy Agency's "CO2 Emissions from Fuel Combustion 2010 – Highlights" ; và Dữ liệu bổ sung của IEA. Nguồn ảnh: Skeptical Science.

Nhiệt độ bề mặt trung bình toàn cầu thay đổi từ 1880 đến 2016, so với trung bình năm 1951-1980. Đường màu đen là trung bình toàn cầu hàng năm và đường màu đỏ là số liệu năm năm hồi quy cục bộ. Giá trị không chắc chắn màu xanh hiển thị giới hạn độ tin cậy 95%. Nguồn: NASA GISS. Global dimming, từ ô nhiễm không khí sulfat, từ năm 1950 đến năm 1980 được cho là đã làm giảm hiện tượng ấm lên toàn cầu.

Khí thải carbon dioxide toàn cầu từ các hoạt động của con người, 1800–2007.

Khí nhà kính thải ra tính theo lĩnh vực. Xem World Resources Institute để có thông tin chi tiết hơn.

Global public support for energy sources, based on a survey by Ipsos (2011). Ipsos (2012)

Giảm thiểu biến đổi khí hậu là các hành động để hạn chế cường độ hoặc tỷ lệ dài hạn biến đổi khí hậu. Giảm nhẹ biến đổi khí hậu nói chung liên quan đến việc cắt giảm lượng phát thải khí nhà kính của con người. Giảm nhẹ cũng có thể đạt được bằng cách tăng khả năng chứa đựng các-bon, ví dụ, thông qua trồng rừng. Các chính sách giảm thiểu có thể làm giảm đáng kể các rủi ro liên quan đến sự nóng lên toàn cầu do con người gây ra.
Theo báo cáo đánh giá năm 2014 của IPCC "Việc giảm thiểu là một lợi ích công cộng; thay đổi khí hậu là một trường hợp 'cha chung không ai khóc'. Giảm thiểu tác động của biến đổi khí hậu một cách hiệu quả sẽ không đạt được nếu mỗi đối tượng (cá nhân, tổ chức hoặc quốc gia) hoạt động độc lập theo lợi ích ích kỷ của chính mình (xem hợp tác quốc tế và mua bán thải carbon), cho thấy phải có hành động tập thể. Mặt khác, một số hành động thích ứng có đặc điểm của một lợi ích cá nhân vì lợi ích của các hành động có thể mang tính tích luỹ trực tiếp hơn cho các cá nhân, khu vực, hoặc các quốc gia thực hiện nó, ít nhất là trong thời gian ngắn hạn. Tuy nhiên, việc tài trợ cho các hoạt động thích ứng vẫn là một vấn đề, đặc biệt đối với các cá nhân và các nước nghèo."